# Wozownia

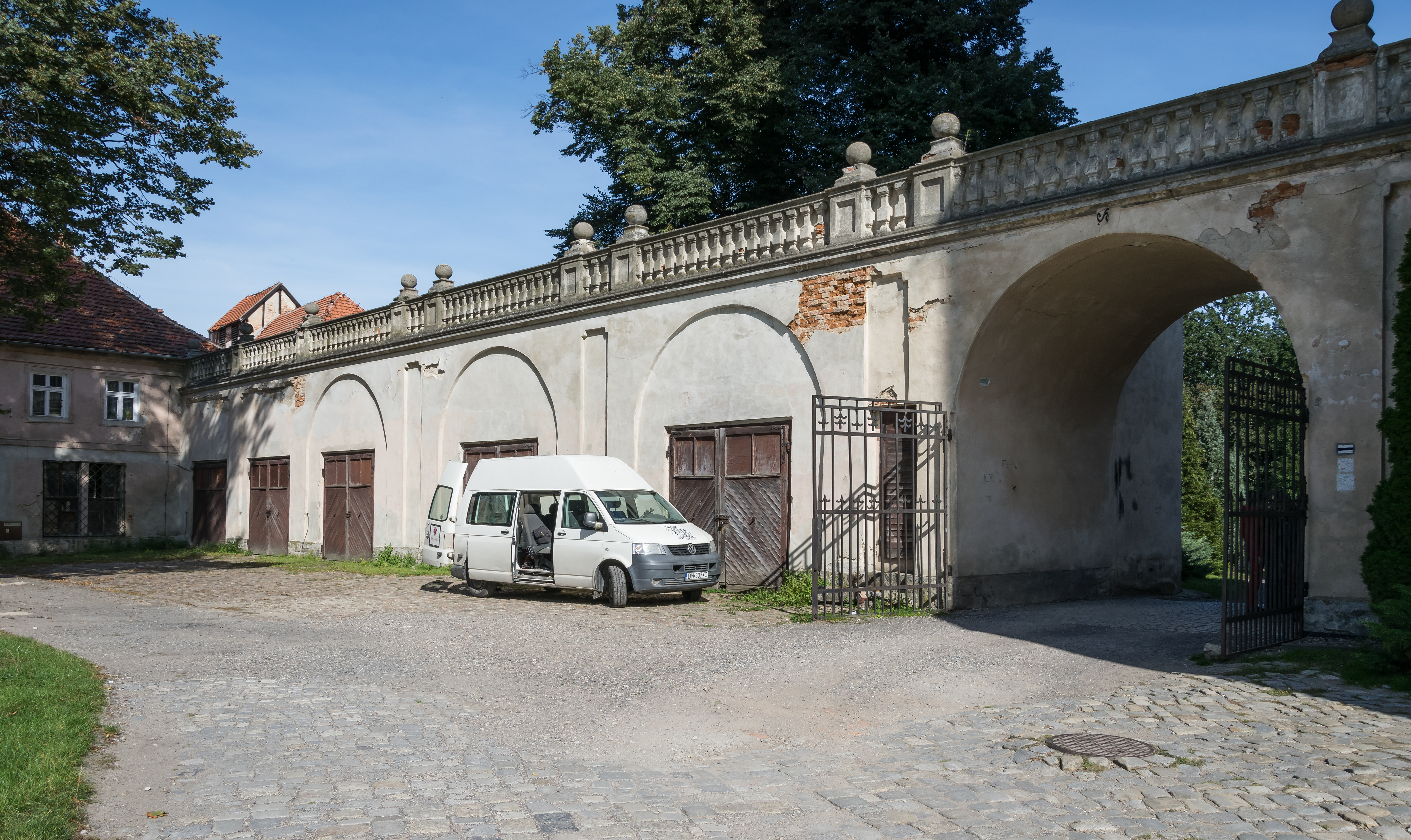
Zabytkowa wozownia w Henrykowie

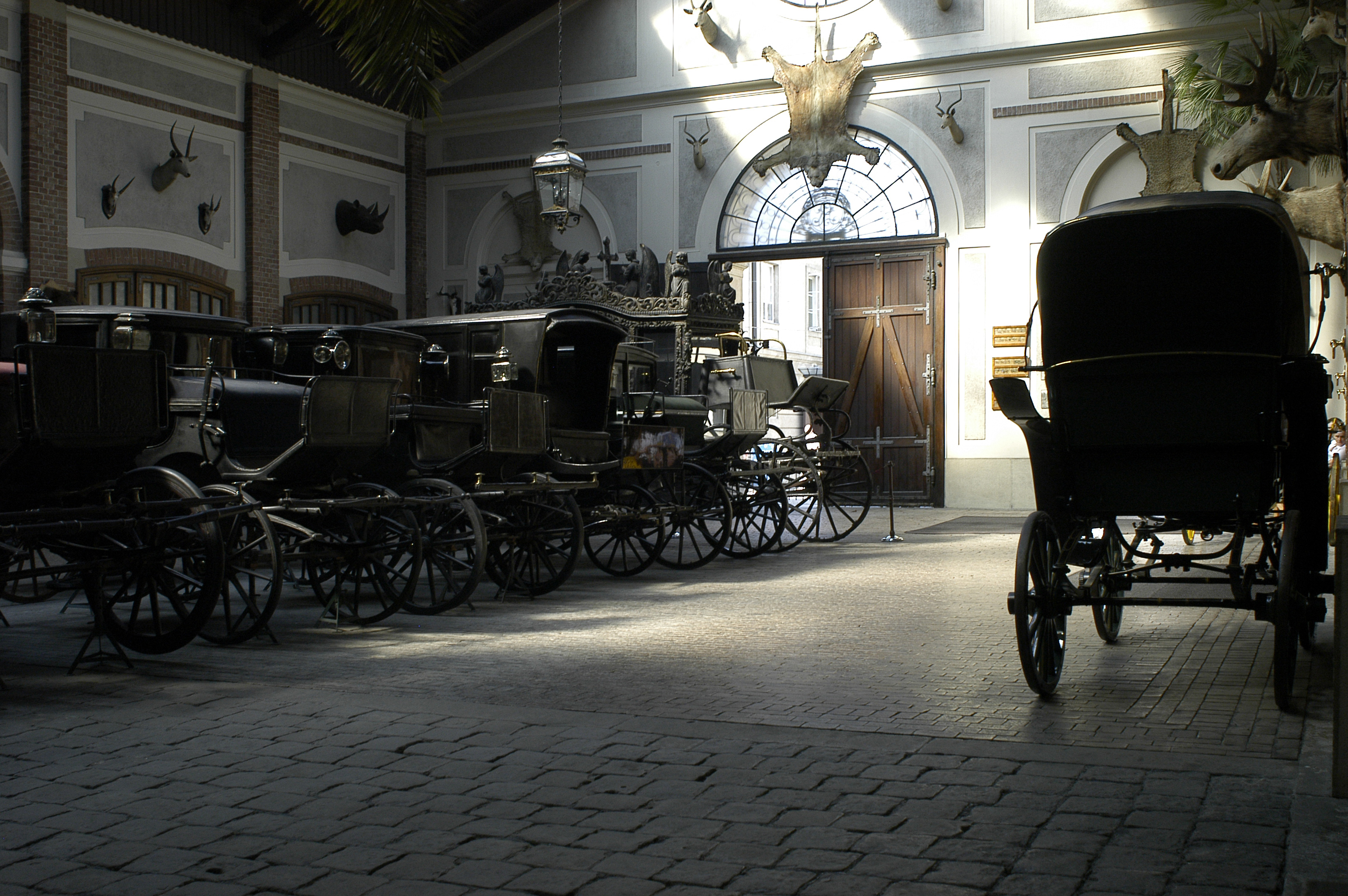
Wnętrze wozowni

Wozownia – budynek wykorzystywany na przechowywanie powozów, karet, konnych wozów strażackich, artyleryjskich oraz innych pojazdów wraz z ich wyposażeniem.
Dawniej znajdowały się w zespołach pałacowych, na zamku, kamienicy, w karczmie, w zajeździe, w willi, na dworach szlacheckich – tam, gdzie była ich potrzeba przechowywania lub gdzie mieszkał właściciel pojazdu. Drewniane o prostej konstrukcji lub ceglane o często bogatych zdobieniach. Zdarzało się, że łączono ze stajnią lub innymi budynkami folwarcznymi.
W zagrodach chłopskich jako wozownie służyły pomieszczenia dobudowywane do stodół lub innych budynków gospodarczych. W większych zagrodach wozownię umieszczano w obrębie stajni lub spichrza, a w największych, w których dysponowano kilkoma wozami, stawiano je jako budynki wolnostojące. Na Mazowszu w zagrodach drobnoszlacheckich umieszczana była w centrum części gospodarczej. W przypadku zagród zamkniętych wozy umieszczano w wiatach lub we wjeździe budynku gospodarczego, otwartego od strony podwórza i zamkniętego wrotami od strony ulicy.
Sporo uległo rozebraniu, zniszczeniu, zaniedbaniu lub przekształceniu na galerie sztuki, sklepy albo znalazły inne zastosowanie. Niektóre przekształcone na muzeum. Dziś spotyka się wozownie jako zajezdnie autobusowe, tramwajowe, trolejbusowe.